# Helicostoa
Helicostoa is een geslacht van weekdieren uit de klasse van de Gastropoda (slakken).

## Soort
- Helicostoa sinensis Lamy, 1926